# Gustav Baist
Friedrich Wilhelm Gustav Baist (* 6. Januar 1824 in Grünberg in Hessen; † 2. Februar 1914 in Westheim,  Mittelfranken) war ein evangelisch-lutherischer Pfarrer, Autor und Gründer vieler Raiffeisenkassen in Franken.

## Leben
Gustav Baist wurde in Grünberg als Sohn des Landrats Johann Caspar Baist (1770–1864) und seiner Ehefrau Friederike geb. Mader (1784–1814) geboren. Sein Bruder war der Chemiker und Unternehmer Ludwig Baist, sein Sohn  der Romanist Gottfried Baist und sein Schwager der Theologe und Gymnasialdirektor Georg Thudichum. Der Mediziner und Neurochemiker Ludwig Thudichum und der Rechtsgelehrte Friedrich von Thudichum waren seine Neffen.
Ab 1832 lebte Baist mit seiner Familie auf dem Familienanwesen in Altenstadt (Hessen). 1841 zog er auf die kurhessische Staatsdomäne Baiersrode bei Hanau. Die Reifeprüfung legte Baist 1842 im Wolfgang-Ernst-Gymnasium in Büdingen ab. Von 1842 bis 1846 studierte er Evangelische Theologie an der Hessischen Ludwigs-Universität. In Gießen renoncierte er 1842 bei (erloschenen) Corps Marcomannia (II). Nach dessen Vereinigung mit dem Corps Hassia im Jahr 1843 wurde er Mitglied dieses Corps. Auf einer Bildungsreise studierte er an der Universität Genf die Französische Sprache und die Theologie der Reformierten Kirchen. 
Seine erste Pfarrstelle trat er 1850 in Ulfa bei Nidda an. Bedingt durch seinen bekenntnistreues Luthertum war er ein Gegner der Kirchenunion in Hessen-Darmstadt. Deshalb 1875 abgesetzt, konnte er keine Gemeinde der Selbständigen Evangelisch-Lutherischen Kirche in Hessen bilden. Er kam 1877 in das Königreich Bayern und wurde erst Pfarrer von Döckingen, dann ab 1883 Pfarrer des benachbarten Dorfes Westheim. Dort wurde er auf die schreckliche Situation der Bauern aufmerksam. Durch die Initiative von Johann Friedrich Oberlin und der Idee von Friedrich Wilhelm Raiffeisen angetrieben, gründete er 1881 die ersten Genossenschaftsbanken Mittelfrankens, die Raiffeisenkassen in Polsingen und Ursheim. 1883 folgte Hechlingen, 1884 kamen die Raiffeisenkassen Westheim und Hüssingen hinzu. Andere Pfarrer der Region taten es ihm nach und gründeten weitere Banken zur finanziellen Unterstützung der Bauern. Baist wollte jedoch keine Zentralisierung zu den anderen Raiffeisenkassen und gründete daher den Mittelfränkischen Kreisverband der Darlehenskassenvereine mit Sitz in Dittenheim, später in Ansbach.
Gustav Baist heiratete am 15. April 1852 in Goldkronach Ida Adelheid von Baumer (* 6. Juli 1821; † 13. Oktober 1858), die Tochter des Forstmeisters Wilhelm von Baumer (1781–1863) und der Charlotte Thudichum (1790–1853).  Das Ehepaar hatte acht Kinder. Mit 90 Jahren starb Baist in Westheim, wo er mit seiner Frau und vieren seiner Kinder begraben wurde.

## Würdigungen
- Orden vom Heiligen Michael (Bayern-Kurköln) 4. Klasse mit der Krone[6]
- Ehrenbürger von Westheim
- Gedenktafel am Grab von Baist
- Bronzesäule von Ernst Steinacker vor der Westheimer Kirche (1992)[6]

## Verschiedenes
Er schrieb auch unter dem Pseudonym Friedrich Traugott, darunter mehrere Bände für die Reihe der Calwer Familienbibliothek.

## Veröffentlichungen
- Für Christum und Luther wider Mitzenius und dessen Anhang, Darmstadt 1868
- Warum hat eine Anzahl evangelisch-lutherischer Christen die neue Verfassung der evangelischen Kirche des Grossherzogtums Hessen nicht angenommen?, Frankfurt [1874]
- Sollen die zwölf Lutheraner ihr Amt niederlegen und Hessen räumen? Offene Antwort an Pfarrer Schnabel zu Langsdorf, Darmstadt 1874
- Rettet den deutschen Bauer. Ein Wort aus Selbsterfahrung über Raiffeisens Darlehenskassenvereine, Neuendettelsau [1893]
- Frohes und Ernstes in Erlebnissen, Calw 1893

### Unter dem Synonym Friedrich Traugott
- Des Handwerks goldener Boden, wie er hält und wie er bricht. Geschichten aus einer kleinen Stadt, Calw 1890
- Menschenwege und Gottes Führung. Erzählungen, Calw 1892
- Gold und Glimmer in Erzählungen, Calw 1895
- Deutscher Mittelstand und Bauernstand in Erzählungen, Calw 1897